# Луис-Гомис
Луис-Гомис (порт. Luís Gomes) — муниципалитет в Бразилии, входит в штат Риу-Гранди-ду-Норти. Составная часть мезорегиона Запад штата Риу-Гранди-ду-Норти. Входит в экономико-статистический микрорегион Серра-ди-Сан-Мигел. Население составляет 9810 человек на 2006 год. Занимает площадь 166,637 км². Плотность населения — 57,4 чел./км².
Праздник города — 5 июля.

## История
Город основан в 1890 году.

## Статистика
- Валовой внутренний продукт на 2003 год составляет 17 719 555,00 реалов (данные: Бразильский институт географии и статистики).
- Валовой внутренний продукт на душу населения на 2003 год составляет 1888,88 реалов (данные: Бразильский институт географии и статистики).
- Индекс развития человеческого потенциала на 2000 год составляет 0,644 (данные: Программа развития ООН).